# Jean Cournot
Jean Cournot, né le 16 juillet 1895 à Angers (Maine-et-Loire) et mort le 6 avril 1993 à Paris 6e,,, est un ingénieur français.

## Biographie
Il est le père de Michel Cournot.

## Distinctions
- Commandeur de la Légion d'honneur (1952)[4]